# Cadinène
Un cadinène est l'un des dix stéréoisomères de cinq sesquiterpènes bicycliques isomères (formule C15H24), communément appelés α-, β-, γ-, δ- et ε-cadinène : le γ- et le δ-cadinène possèdent deux stéréoisomères et le ε-cadinène en possède quatre. Ces formes sont des constituants d'une grande variété d'huiles essentielles. Le nom est dérivé de celui du genévrier cade (Juniperus oxycedrus), dont le bois donne une huile à partir de laquelle les isomères cadinène ont été isolés.
Ces sesquiterpènes possèdent le squelette carboné du cadalane (4-isopropyl-1,6-diméthyldécahydronaphtalène).

## Structures

Structure du cadalane.
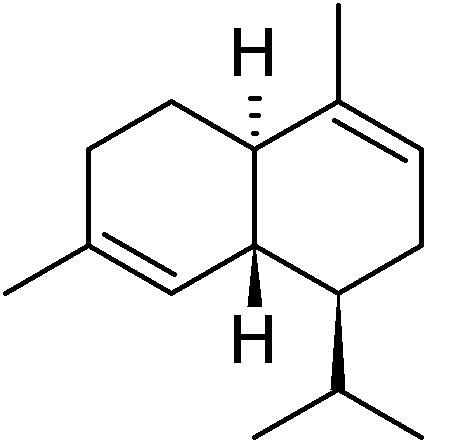
Structure de l'α-cadinène.
Structure du β-cadinène.
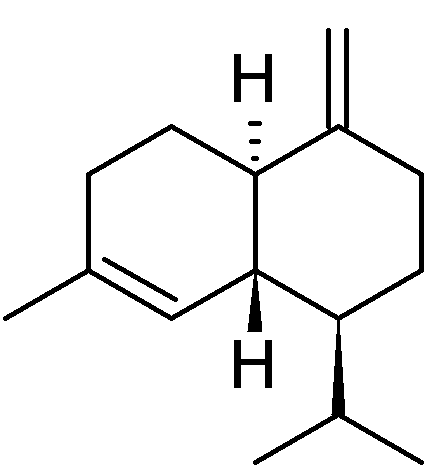
Structure d'un γ-cadinène.
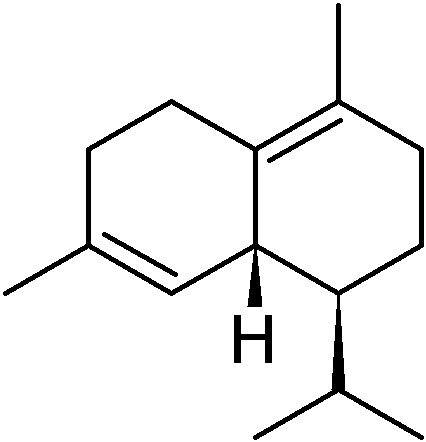
Structure d'un δ-cadinène.
Structure d'un ε-cadinène.